# 青州城墙
青州城墙位于中国山东省青州市。青州城墙曾多次修建，分别为广县城（西汉初-十六国）、广固城（西晋末-东晋义熙六年）、东阳城（东晋-北宋末）和南阳城（北魏-现代）。

## 历史
西汉初年，置广县，并营建广县城。
西晋永嘉五年(311年)，青州刺史曹嶷，新建广固城，且青州治所由临淄迁至广固城。
东晋义熙六年(410年)，刘裕率军北伐，灭南燕，夷平广固城。青州刺史羊穆之筑东阳城。
南阳城始建于北魏，隋唐时其规模超过东阳城。 北宋末，东阳城毁于战火。金代，青州治所迁至南阳城。
南阳城原初为土城，明洪武三年（1370年）始改为砖城。
1949年后，青州城墙逐渐拆除。2013年，南城门阜财门重建。

## 形制
南阳城设有四门，东曰海晏门、西曰岱宗门、南曰阜财门、北曰瞻辰门。